# بالارجا
بالارجا(اندونزیایی: Balaraja) شهری در استان بانتن کشور اندونزی است. جمعیت این شهر بر اساس سرشماری سال ۲۰۰۰ میلادی ۱۲۲٫۰۰۹ تن بوده که در سال ۲۰۰۷ میلادی به ۱۳۳٫۴۴۹ نفر افزایش یافته‌است.